# 후나오역 (후쿠오카현)
후나오역(일본어: 船尾駅)은 일본 후쿠오카현 다가와시에 위치한 규슈 여객철도 고토지 선의 철도역이다. 단선 승강장 1면 1선의 구조를 갖춘 지상역이다.

## 역 주변
- 후나오 진자

## 역사
- 1922년 2월 5일 : 규슈 산업 철도 이 역 - 기교 역 간의 개업에 의해, 화물역으로서 개설.
- 1926년 7월 15일 : 이 역 - 아카사카 탄갱 간 연신 개업. 여객 취급을 개시.
- 1943년 7월 1일 : 산업 시멘트 철도가 전시 매수에 의해 국유화되어, 고토지 선의 역이 된다.
- 1987년 4월 1일 : 일본국유철도 분할 민영화에 의해, 규슈 여객철도가 승계.

## 인접 역
| 고토지 선                  | 고토지 선   | 고토지 선                      |
| -------------------------- | ----------- | ------------------------------ |
| 지쿠젠쇼나이 신이즈카 방면 | ■ 고토지 선 | 다가와고토지 다가와고토지 방면 |